# Convento de San Agustín (Guadix)
El convento de San Agustín es un convento de Guadix, provincia de Granada.

## Historia
En 1594, se funda el convento de San Agustín en la casa palacio de los Saavedra.
El obispo de Guadix fray José Laínez, agustino exclaustrado, lo renueva, construyendo la iglesia y otras partes del convento. 
En 1810 las tropas francesas instalan en el convento un cuartel, produciéndose destrozos. Tras la retirada de las tropas francesas, los agustinos lo recuperan. En 1836 es exclaustrado, vendiéndose sus bienes, y sufriendo un gran deterioro.
Con el Concordato de 1851, vuelve  a la diócesis, que instala el Seminario Conciliar de San Torcuato.
A finales del XX, deja de ser seminario y se cede a la administración local.